# Municipio de Mathews
El municipio de Mathews (en inglés: Mathews Township) es un municipio ubicado en el condado de Kingsbury en el estado estadounidense de Dakota del Sur. En el año 2010 tenía una población de 120 habitantes y una densidad poblacional de 0,52 personas por km².

## Geografía
El municipio de Mathews se encuentra ubicado en las coordenadas 44°15′37″N 97°33′43″O / 44.26028, -97.56194. Según la Oficina del Censo de los Estados Unidos, el municipio tiene una superficie total de 232.86 km², de la cual 218,7 km² corresponden a tierra firme y (6,08 %) 14,15 km² es agua.

## Demografía
Según el censo de 2010, había 120 personas residiendo en el municipio de Mathews. La densidad de población era de 0,52 hab./km². De los 120 habitantes, el municipio de Mathews estaba compuesto por el 97,5 % blancos y el 2,5 % eran de una mezcla de razas. Del total de la población el 0 % eran hispanos o latinos de cualquier raza.